# Corvus albicollis
Corvus albicollis là một loài chim trong họ Corvidae.
Là loài bản địa miền đông và miền nam châu Phi.
Chúng có đuôi ngắn hơn nhiều so với con quạ thông thường, cũng như mỏ sâu hơn với đầu trắng gần như cong mạnh như con quạ mỏ dày. Mặc dù chủ yếu là màu đen, cổ họng, ức và cổ có màu tím nhạt. Có một mảng lớn lông trắng sau gáy.
Chúng bay cao với nhịp đập nông hơn các loài quạ Corvidae khác. Chúng có chiều dài 50 – 54 cm. Sải cánh 752 – 860 mm. Trọng lượng 762 - 865g.

## Hình ảnh

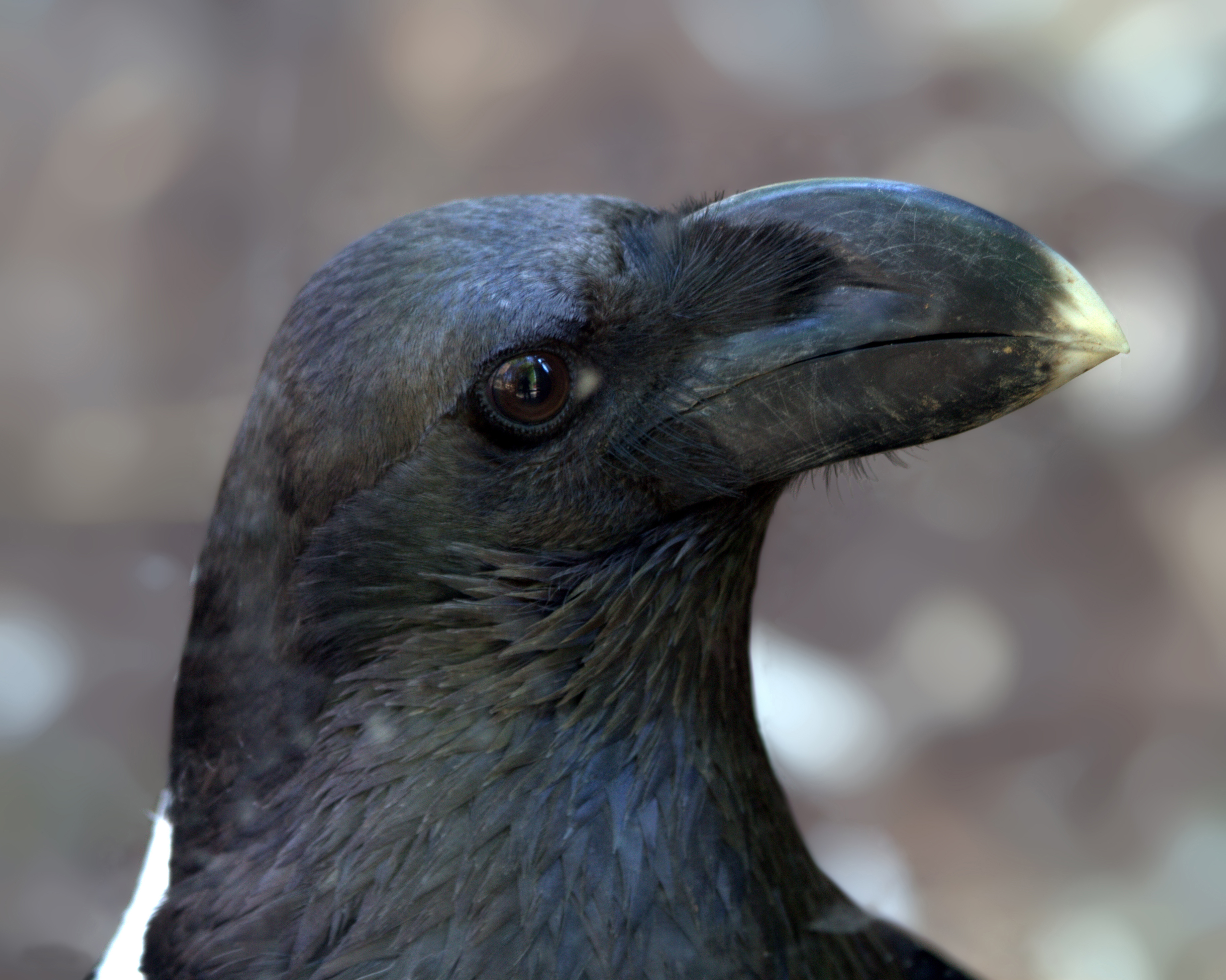
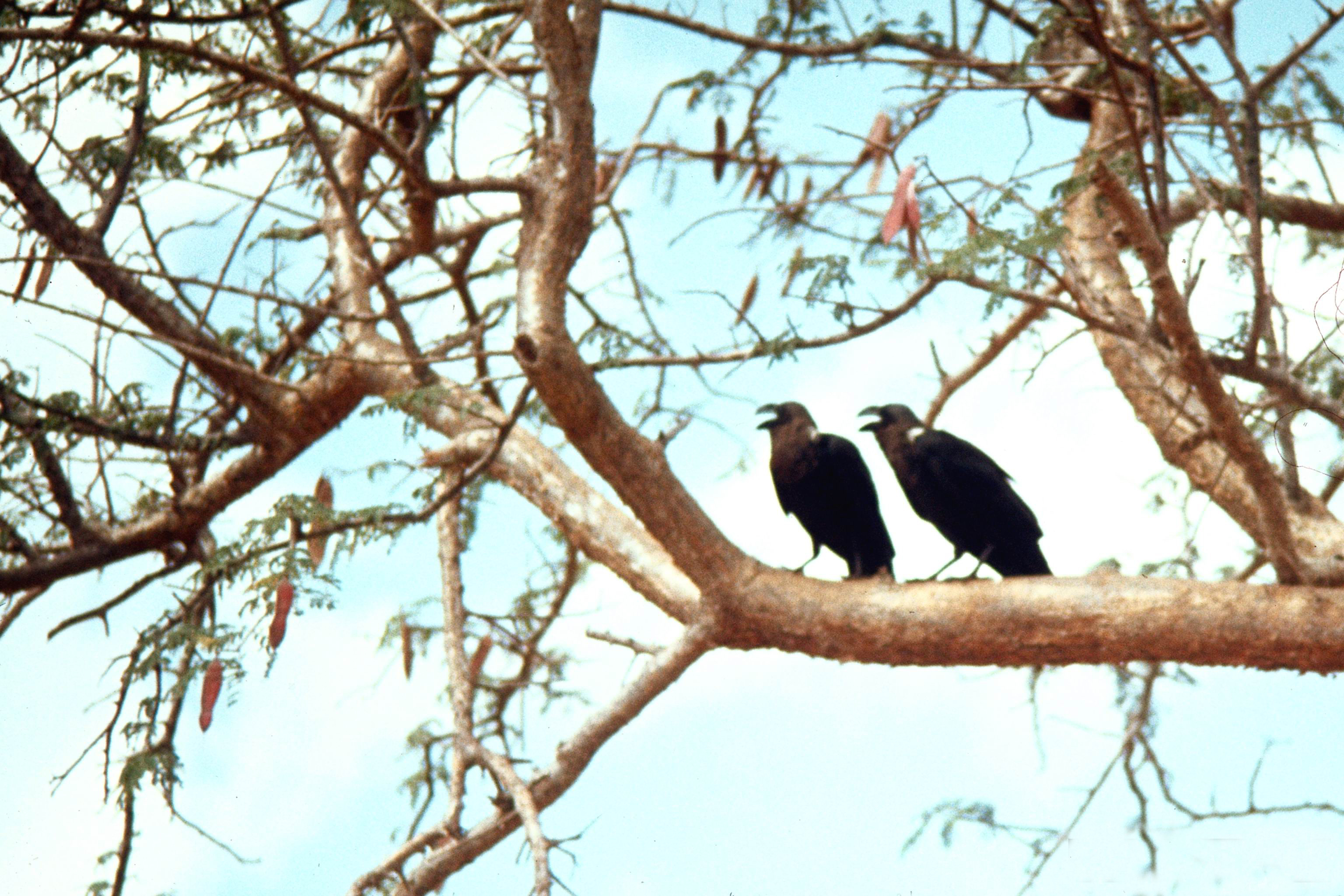
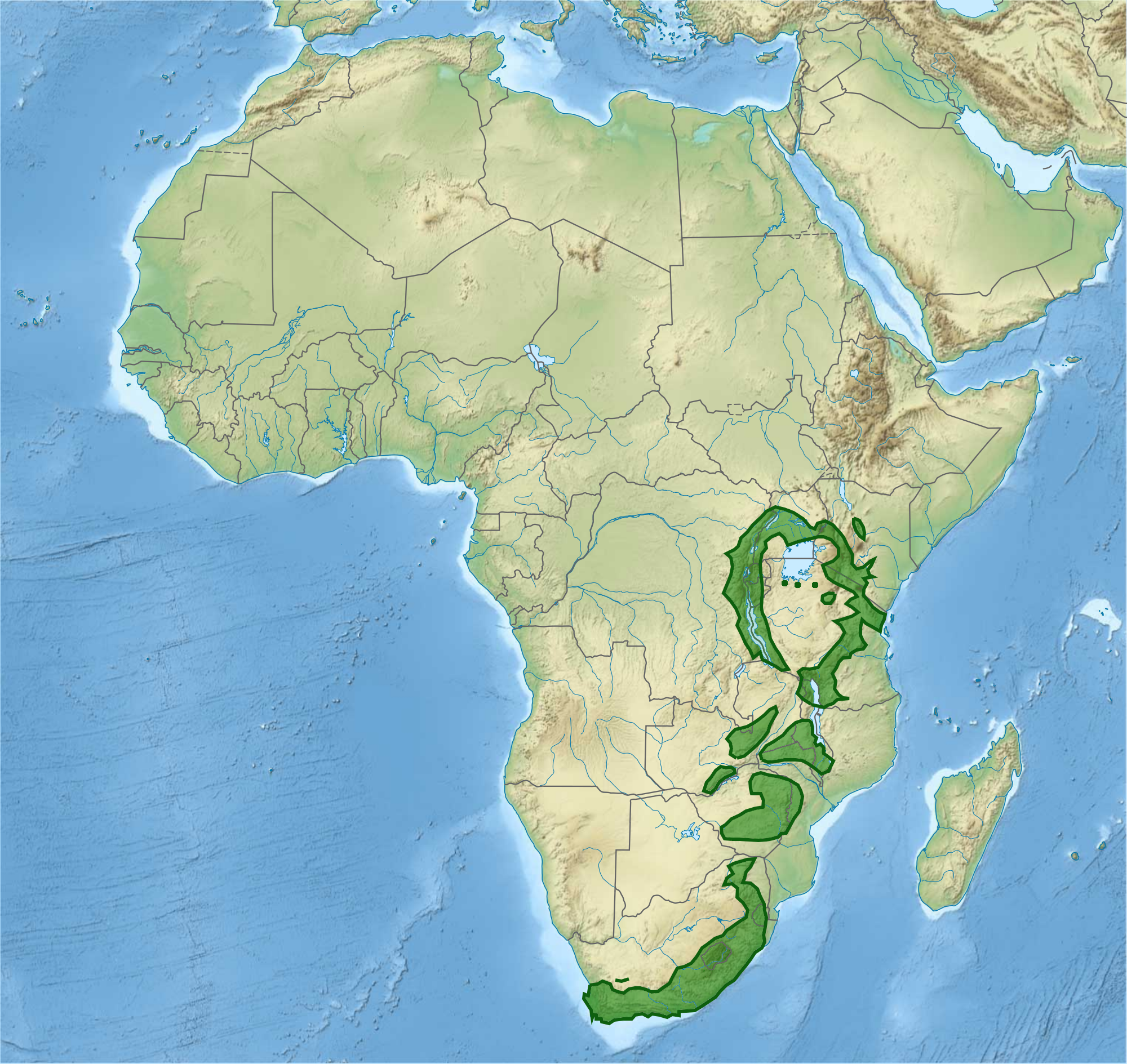
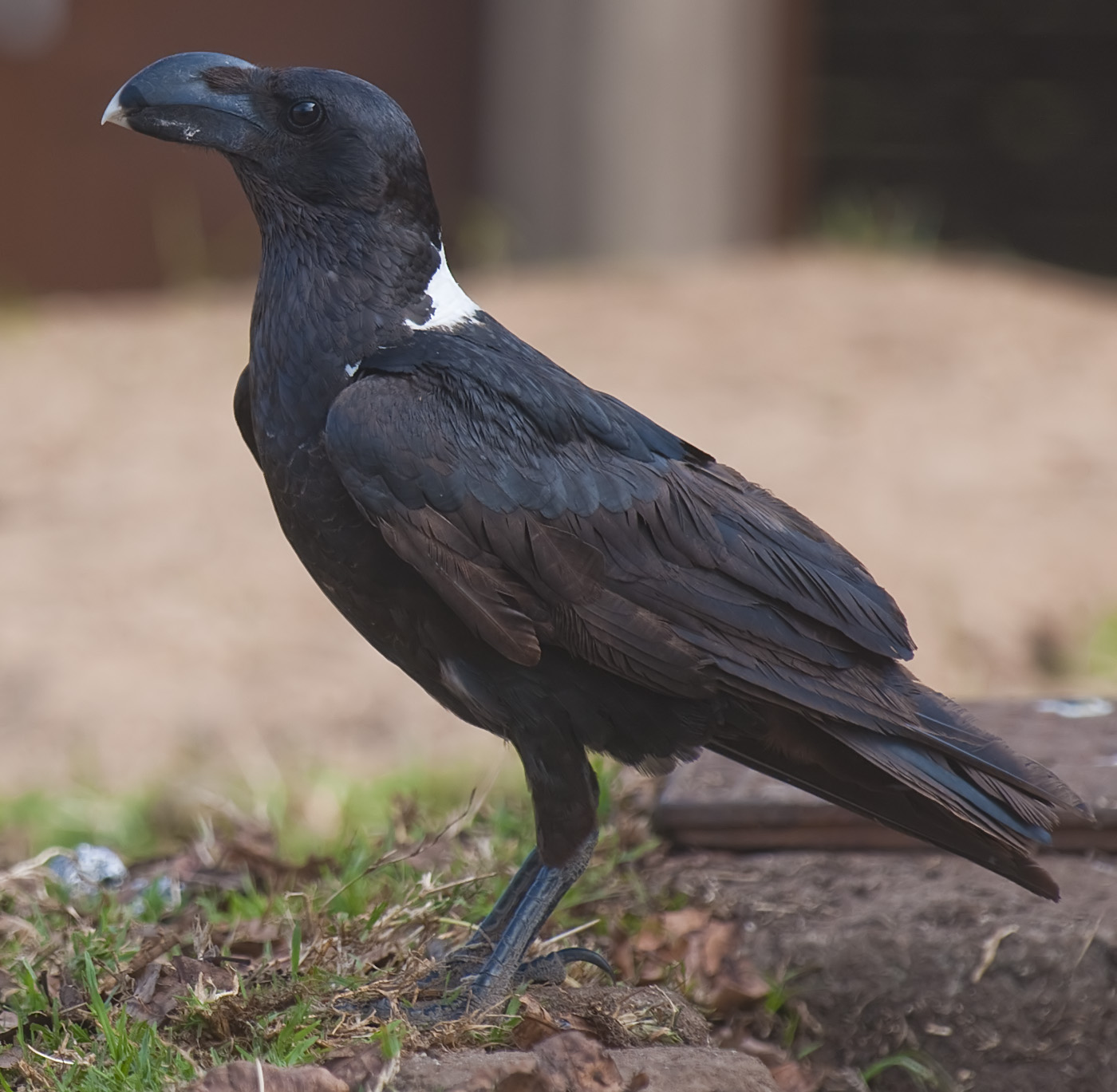